# Marcelo Ramírez
Marcelo Antonio Ramírez Gormaz, född 29 maj 1965 i Santiago, är en chilensk före detta fotbollsspelare. Under sin karriär spelade han 36 landskamper för Chile, bland annat tre matcher i VM 1998.

## Karriär
Marcelo Ramírez startade sin karriär i Colo-Colo, där han vann ligan 1991, 1993, 1996, 1997 och 1998. Colo-Colo segrade även i Copa Libertadores 1991, Copa Interamericana 1992 och Recopa Sudamericana 1992.

## Meriter

### Klubblag
Colo-Colo
- Primera División: 1991, 1993, 1996, 1997 (Clausura), 1998
- Copa Libertadores: 1991
- Copa Interamericana: 1991
- Recopa Sudamericana: 1992

### Landslag
Chile
- Copa América
  - Brons: 1991